# WrestleMania VII
WrestleMania VII var den syvende udgave af pay-per-view-showet WrestleMania produceret af World Wrestling Federation (WWF). Det fandt sted 24. marts 1991 fra Los Angeles Memorial Sports Arena i Los Angeles, Californien. 
Showets main event var en VM-titelkamp mellem Sgt. Slaughter og Hulk Hogan. Showets tema var særligt domineret af patriotisme pga. VM-titelkampen, hvor den amerikanske helt Hulk Hogan skulle prøve at vinde titlen fra den irakiske sympatisør Sgt. Slaughter. Derfor hang der amerikanske flag overalt i arenaen, og selve ringen var også klædt i røde, hvide og blå farver. WrestleMania VII huskes også for det følelsesladede øjeblik, hvor Randy Savage og Miss Elizabeth blev genforenet efter flere år fra hinanden. Det skete efter en retirement match mellem Randy Savage og Ultimate Warrior. De to wrestlere mødtes, fordi Savage havde kostet ham VM-titlen i en kamp mod Sgt. Slaughter ved WWF's Royal Rumble i januar 1991. 
WrestleMania VII var også den første udgave af WrestleMania, hvor The Undertaker deltog. Han besejrede Jimmy Snuka. The Undertaker har ikke tabt nogen kampe overhovedet ved WrestleMania siden, og han vandt sin seneste ved WrestleMania XXVI i 2010, hvor han besejrede Shawn Michaels for andet år i træk. Sejren over Snuka var således The Undertakers første af indtil videre 18 sejre i træk i WrestleMania-sammenhæng.  

## Resultater
- The Rockers (Shawn Michaels og Marty Jannetty) besejrede Barbarian og Haku (med Bobby Heenan)
- Texas Tornado besejrede Dino Bravo (med Jimmy Hart)
- British Bulldog besejrede Warlord (med Slick)
- WWF World Tag Team Championship: Nasty Boys (Jerry Sags og Brian Knobbs) (med Jimmy Hart) besejrede The Hart Foundation (Bret Hart og Jim Neidhart)
  - Nasty Boys vandt dermed VM-bælterne.
- Jake Roberts besejrede Rick Martel
- The Undertaker (med Paul Bearer) besejrede Jimmy Snuka
- Ultimate Warrior besejrede Randy Savage (med Sensational Queen Sherri) i en retirement match
  - Randy Savage var dermed tvunget til at indstille karrieren. Han vendte dog tilbage til wrestlingringen allerede året efter.
  - Efter kampen blev Savage angrebet af sin manager Queen Sherri. Det blev dog for meget for Savages tidligere manager og ekskone Miss Elizabeth, og hun løb derfor ind i ringen og hjalp ham.
- Tenryu og Kitao besejrede Demolition (Crush og Smash) (med Mr. Fuji)
- WWF Intercontinental Championship: Big Boss Man (med André the Giant) besejrede Mr. Perfect (med Bobby Heenan) via diskvalifikation
  - Trods sejren vandt Big Boss Man ikke titlen fra Mr. Perfect.
- Earthquake (med Jimmy Hart) besejrede Greg Valentine
- Legion of Doom (Hawk og Animal) besejrede Power and Glory (Paul Roma og Hercules) (med Slick)
- Virgil (med Roddy Piper) besejrede Ted DiBiase
- The Mountie (med Jimmy Hart) besejrede Tito Santana
- WWF Championship: Hulk Hogan besejrede Sgt. Slaughter (med General Adnan)

| Sport | Spire Denne artikel om sport er en spire som bør udbygges. Du er velkommen til at hjælpe Wikipedia ved at udvide den. |